# Kalendarium historii Saint Kitts i Nevis

Ekspansja Sibonejów i innych Tainów

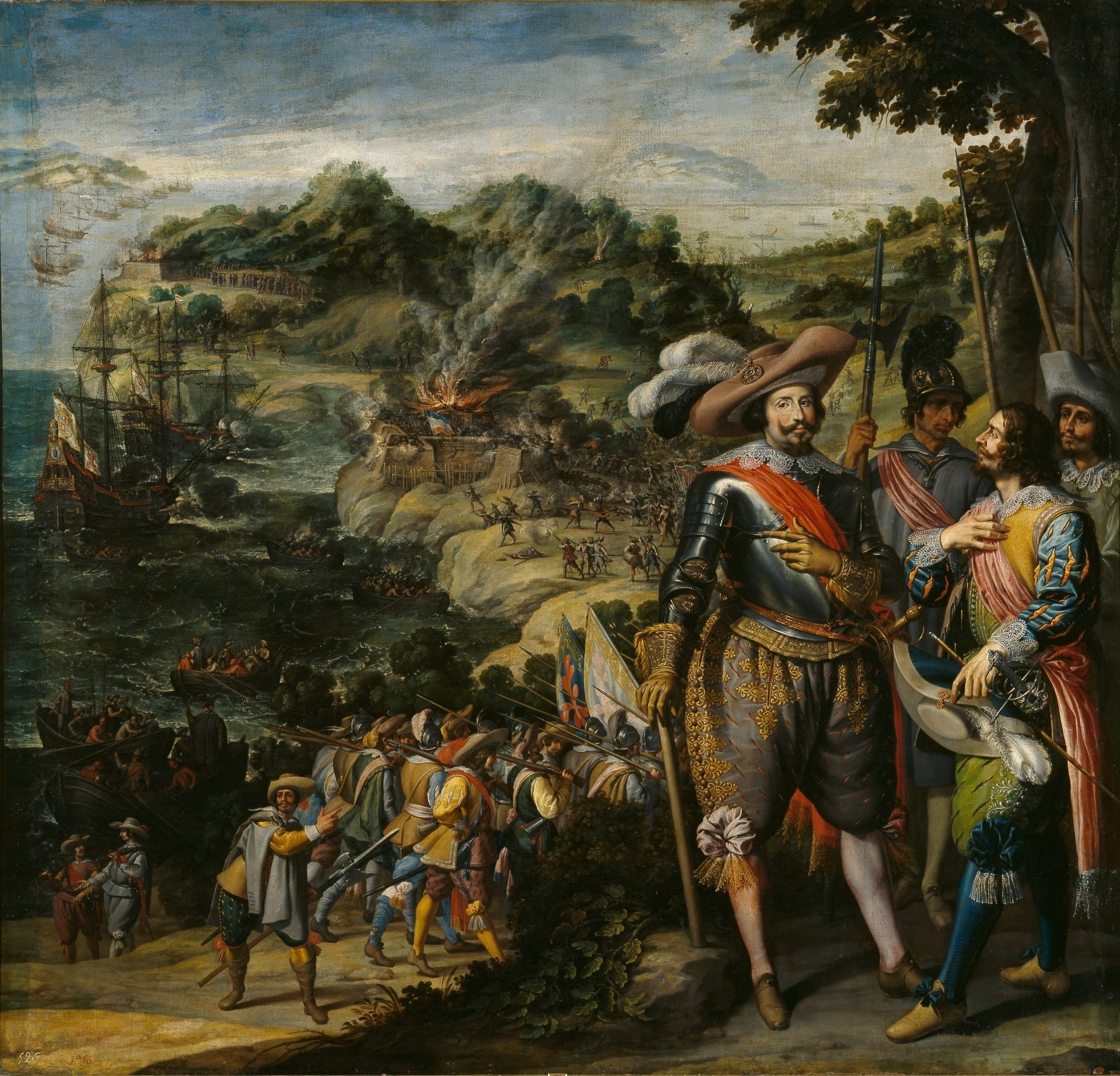
Hiszpański rajd na Saint Kitts

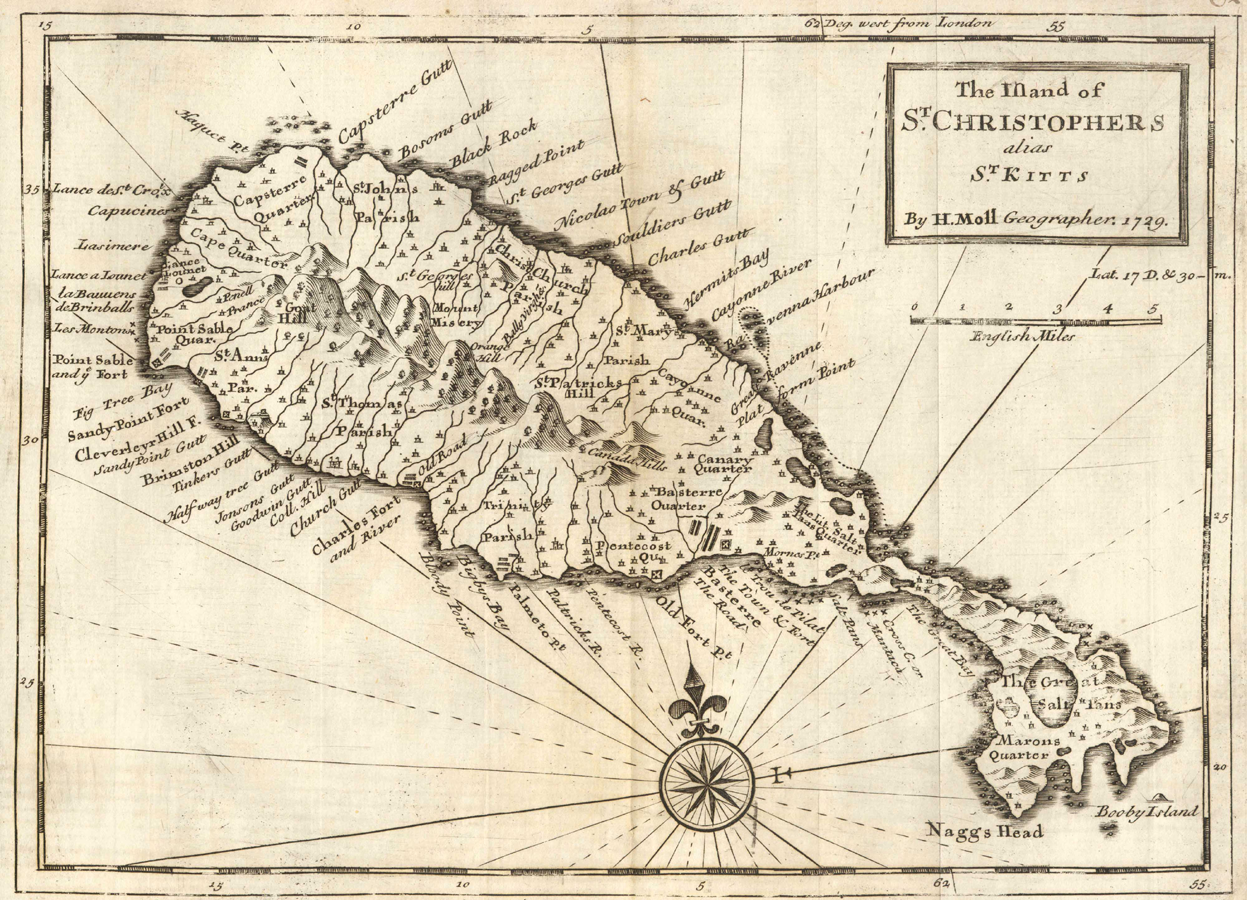
Francuska mapa Saint Kitts z 1729

Godło British Leeward Islands

Kalendarium historii Saint Kitts i Nevis.

## Początki osadnictwa
- ok. 3000 p.n.e – Zasiedlenie wysp przez Sibonejów[1].
- 1493 – Krzysztof Kolumb odkrywa wyspy i nadaje im dzisiejsze nazwy[2].
- 1583 – Francis Drake odwiedza Saint Kitts[3].
- ok. 1600 – Na wyspy przybywają Karaibowie[3].

## Panowanie europejskie
- 1623 – Na Saint Kitts powstaje brytyjska kolonia[4].
- 1625 – Przybywają francuscy żeglarze[3].
- 1626 – Brytyjczycy wymordowują ok. 2000 Karaibów[2][3].
- 1628 – Powstaje brytyjska kolonia na Nevis. Francuzi i Brytyjczycy zakładają na wyspach plantacje[4].
- 1629–1630 – Przejściowe panowanie hiszpańskie, w wyniku rajdu zakończonego przejęciem wyspy przez Hiszpanów[1][5].
- 1635 – Dochodzi do serii starć między brytyjskimi, a francuskimi osadnikami, znanej jako konflikt o Drzewo Figowe[3].
- 1670 – Traktat madrycki, Hiszpania oficjalnie uznaje brytyjskie panowanie na wyspach[4].
- 1690 – Trzęsienie ziemi na Saint Kitts[3].
- 1702 – W czasie wojny o sukcesję hiszpańską, francuscy osadnicy poddają się bez walki i wielu z nich zostaje przeniesionych na inne wyspy[3].
- 1713 – Francja zrzeka się swoich roszczeń do wysp w ramach pokoju utrechckiego[2].
- 1782 – Oblężenie Brimstone Hill, wyspy przejściowo w rękach Francuzów[6].
- 1805 – Francuski najazd na wyspy, brytyjski zarządca płaci najeźdzcom okup[3].
- 1833 – Powstanie British Leeward Islands w ramach Imperium Brytyjskiego[7].
- 1834 – Zniesienie niewolnictwa[4].
- 1882 – Powstaje Saint Christopher-Nevis-Anguilla[1].
- 1912 – Na wyspach rodzi się kolei[1].
- 1937 – Pierwsze wybory powszechne w St. Kitts-Nevis-Anguilla[3].
- 1958–1962 – Istnienie Federacji Indii Zachodnich[4].
- 1967 – Saint Kitts i Nevis zostają państwem stowarzyszonym Wielkiej Brytanii[2].

## Niepodległe rządy
- 1983 – Saint Kitts i Nevis zyskują niepodległość[2].
- 1993 – Huragan Georges nawiedza wyspy[3].
- 2020 – 24 marca zostaje odnotowany pierwszy przypadek COVID-19 w państwie[8].